# Računalna dinamika fluida
Računalna dinamika fluida (CFD, od eng. Computational Fluid Dynamics) primijenjena je znanost kojoj je glavni cilj primjena znanja i iskustava s područja mehanike fluida uz izradu računalnih (kompjuterskih) modela, kako bi se dobila nova saznanja o pojedinim specifičnim problemima unutar mehanike/dinamike fluida. Međutim, CFD je posljednjih godina evoluirala mnogo dalje od obične primjene mehanike fluida u rješavanju svojih problema: danas se modeliraju kemijski i termodinamički procesi u fluidima, a CFD modelima dodaju se i modeli gibanja čestica unutar fluida (sedimentacija), modeli biosustava (rast vodene flore i mikroflore i faune unutar vodotokova), itd.

## Uvod i primjene
CFD je načelno reduciran na dinamiku fluida, pošto se statika fluida može dovoljno dobro modelirati tradicionalnim, analitičkim metodama te probleme statike fluida nije zanimljivo računarski modelirati. Problemi dinamike fluida su, suprotno tome, izrazito kompleksni i nepredvidljivi, te je računalno modeliranje danas jedini način uvida u pojave unutar fluida u gibanju. 
Cilj CFD-a je izrada dovoljno točnog modela određenog problema, te provođenje dovoljno točne simulacije kako bi se dobio zadovoljavajući uvid.

### Primjene u strojarstvu
Sukladno općenitosti gore navedenih definicija, i primjena ove velike i stalno rastuće grane znanosti vrlo je široka: može se reći da je ova disciplina primjenjiva u rješavanju svih problema u svim granama znanosti i industrije gdje se javljaju fluidi u gibanju.
U strojarstvu je tipična primjena rezultata dobivenih modeliranjem opstrujavanja fluida oko konstrukcija kako bi se optimizirao oblik konstrukcije: npr. modeliranje opstrujavanja oko šasije automobila rezultira dizajnom šasije koji ima bitno manji koeficijent otpora, a krajnji je rezultat manja potrošnja goriva i veća stabilnost vozila na cesti, manji utjecaj bočnih vjetrova i sigurnija vožnja. Modeliranjem toka fluida oko lopatica vodnih, parnih i plinskih turbina te kompresora rezultirala je redizajnom lopatica i podizanjem iskoristivosti turbina termo- i hidroelektrana, turbomotora brodova i aviona, turbokompresora itd.
Osim primjene rezultata dobivenih pomoću CFD modela u optimizaciji konstrukcije, u strojarstvu moguća je još vrlo široka paleta primjene, npr. modeliranje procesa izgaranja unutar cilindara Ottova i Dieselova motora pomoglo je pri reguliranju optimalne smjese i povećavanju iskoristivosti i snage ovih motora. Modeliranje toka fluida kroz cjevovode pomaže konstruiranju optimalnijih i jeftinijih cjevovda zadovoljavajuće čvrstoće kako kod malih sustava tako i kod ogromnih privodnih i odvodnih cjevovoda hidroelektrana te cjevovoda rashladnih sustava termoelektrana. Modeliranje gibanja sedimenata (pijeska, mulja itd) unutar otvorenih umjetnih i prirodnih kanala, rijeka i jezera pomoglo je u predviđanjima dinamike akumuacijskih jezera te je dalo važne smjernice pri konstrukciji kanala i cjevovoda kod hidro- i termoelektrana. Modeliranje ponašanja ulja unutar cjevovoda robota (ulje za podmazivanje, te hidrauličko ulje kod hidrauličkih robota) važan je faktor pri proračunavanju dinamike robota. Modeliranje strujanja ispusta otpadnih voda i plinova ključno je kod planiranja konstrukcija koje će u najmanjem mogućem obimu negativno utjecati na okoliš.

### Ostale primjene
Osim u strojarstvu, CFD se može primijeniti u gotovo svim ostalim znanostima i industrijama. Poplavni modeli rijeka i modeli pucanja brana na akumulacionim jezerima pomažu pri procjeni mogućih šteta nastalih tim pojavama te ih koriste osiguravajuća društva ali i državni aparat pri odobravanju građevinskih dozvola. Modeliranje toka struja unutar mora i oceana, te modeliranje vjetrova postalo je krucijalni dio razumijevanja migracija i općenitog ponašanja morskih životinja, ptica i letećih kukaca, te je postalo neizostavan dio bioloških istraživanja usmjerenih na ova područja. U medicini, modeliranje pojava u krvotoku kod kardiovaskularnih bolesti, apsorpcije lijekova unutar stanica tumora i strujanja kemijskih signala žlijezda kroz tijelo pomoglo je pri liječenju mnogih bolesti. 